# Taça de Portugal de 1940–41
A Taça de Portugal de 1940/1941 foi a 3ª edição da Taça de Portugal. O Sporting venceu esta edição.

## Oitavos-de-final
| Vencedor     | 1ª mão | 2ª mão | Vencido         |
| ------------ | ------ | ------ | --------------- |
| Académica    | 2–2    | 9–2    | Leça            |
| Belenenses   | 7–1    | 8–0    | Boavista        |
| Benfica      | 5–0    | 8–0    | Sp. Covilhã     |
| FC Porto     | 3–1    | 5–2    | Olhanense       |
| Sporting     | 3–1    | 4–1    | Seixal          |
| Os Unidos    | 7–1    | 7–2    | Operário Lisboa |
| V. Guimarães | 0–0    | 6–1    | Barreirense     |

## Quartos-de-final
| Vencedor   | 1ª mão | 2ª mão | Vencido          |
| ---------- | ------ | ------ | ---------------- |
| Belenenses | 5–1    | 2–0    | Académica        |
| Sporting   | 12–0   | 4–2    | V. Guimarães     |
| Os Unidos  | 3–0    | 2–0    | União da Madeira |
| Benfica    | 3–4    | 2–0    | FC Porto         |

## Meias-finais
| Vencedor   | 1ª mão | 2ª mão | Play-off | Vencido   |
| ---------- | ------ | ------ | -------- | --------- |
| Belenenses | 0–1    | 2–1    | 3–2      | Benfica   |
| Sporting   | 8–1    | 3–1    | —        | Os Unidos |

## Final
| 22 de junho de 1941 | Sporting | 4 – 1 | Belenenses | Campo das Salésias, Lisboa |
|                     |          |       |            |                            |